# Lázaro Rivas
Lázaro Rivas Scull (ur. 4 kwietnia 1975, zm. 22 grudnia 2013) – kubański zapaśnik. Trzykrotny olimpijczyk. Srebrny medalista z Sydney 2000 w wadze do 54 kg. Piąte miejsca w Atlancie 1996 i Atenach 2004.

## Kariera sportowa
Pięciokrotny uczestnik Mistrzostw Świata. Mistrz z 1999 roku. W 2001 i 2003 sięgał po brąz tej imprezy. W 1999 i 2003 zwyciężał w Igrzyskach Panamerykańskich. Siedmiokrotnie najlepszy na Mistrzostwach Panamerykańskich. Złoty medal na Igrzyskach Ameryki Środkowej i Karaibów w 1998 i 2006. Drugi w Pucharze Świata w 2005; trzeci w 1996 roku.